# Kamionka (powiat kwidzyński)
Kamionka – wieś w Polsce położona w województwie pomorskim, w powiecie kwidzyńskim, w gminie Kwidzyn.
W latach 1975–1998 miejscowość należała administracyjnie do województwa elbląskiego.
Zobacz też: Kamionka, Kamionka Mała, Kamionka Poprzeczna, Kamionka Wielka